# Sebastián Porto
Sebastián Porto (Rafaela, Santa Fe, 12 de septiembre de 1978), nacido como Sebastian Porco, es un expiloto argentino de motociclismo retirado en el año 2013. Llegó a participar en el Campeonato del Mundo de Motociclismo de 250cc donde alcanzó el subcampeonato en 2004. Se retiró provisionalmente del motociclismo en el 2006 para iniciar su nueva actividad como piloto de coches. Compitió en TC 2000 como piloto invitado del equipo Chevrolet Elaion en el año 2005 y en el Top Race, representando al Club Atlético Boca Juniors, donde corrió con Chevrolet y Mercedes-Benz.

## Biografía
Porto empezó su carrera a los 11 años, compitiendo en circuito de mini-motociclismo de su ciudad. Su primera competición internacional en 125 cc fue en el Continental Circus de 1994, y sólo dos años después ganó el Campeonato Europeo de 250cc.
En 1999 finalizó en la 9.º posición del Campeonato mundial de motociclismo a bordo de una Yamaha TZ250, y en la 5 posición del Campeonato 2002, luego de haber ganado el Gran Premio de Brasil.
El 2004 fue su gran año; Finalizó 2.º en el Campeonato Mundial 250cc, ganando 5 Grandes Premios y logrando varios lugares en el podio. En el Campeonato Mundial de 2005, compitió a bordo de una moto Aprilia, y en el 2006 en el equipo Repsol-YPF/Honda.
Por ser el mayor exponente del motociclismo en Argentina, fue galardonado con 12 Premios Olimpia, entre 1994 y 2005. En junio de 2006, y en el medio de la temporada, sorprendió a todos con la noticia de su retiro del motociclismo de competición. Hubo en el paddock un rumor sobre que su alejamiento se debió a que la moto que construyó Honda distaba mucho de lo pedido por Porto.
Mas luego hubo un acercamiento con Kawasaki para participar del MotoGP que no prosperó así como se rumoreó su vuelta a la 250cc en 2008 con Aprilia o KTM que tampoco sucedió
Sin embargo, su vida seguiría ligada a las competencias de velocidad, ya que luego de ser invitado en 2005 como tester del equipo Chevrolet Elaion de TC 2000, debutó en competencias de automovilismo de velocidad, al ser invitado por dicho equipo a los 200 km de Buenos Aires de ese año. En su primer contacto total con un coche de carreras, Porto finalizaría en la 11.ª colocación. Dos años después, en 2007, decidió volcarse de lleno a la actividad, cuando debutó en el Top Race V6 a bordo de un Chevrolet Vectra que representaba al Club Atlético Boca Juniors. El bajo rendimiento de este modelo, motivó a que lo cambie ese mismo año por un Mercedes-Benz Clase C. En esta categoría, compitió hasta el año 2008. En 2010, debutó en la divisional TC Pista del Turismo Carretera, a bordo de un Chevrolet Chevy del equipo de Emilio Satriano. Actualmente, se desempeña en esta categoría. En la Categoría telonera del turismo carretera venció en 3 oportunidades, las anteriores 2 fueron en Neuquén (2010) y Buenos Aires.
En el 2013, se proclama campeón de la categoría de Superbikes (600cc) en el Campeonato Argentino de Velocidad (C.A.V.).
En la temporada 2014, volvió al Campeonato del Mundo de Motociclismo para participar Gran Premio de Argentina en la categoría de Moto2, donde finalizó en 23.ª posición.

## Palmarés
- 1992 - Campeonato Argentino Promocional 100cc. C.A.M.
- 1994 - Campeonato Argentino de 250cc
- 1995 - Campeonato Español de 250cc
- 1996 - Campeón europeo de motociclismo de 250cc
- 2000 - El Trofeo Michel Metraux por ser el mejor piloto.
- 2002 - Gran Premio de Río de Janeiro de 250cc
- 2004 - 5 Grandes Premios (República Checa, Australia, Catar, Assen, Italia) de 250cc
- 2005 - Gran Premio de Assen de 250cc
- 2013 - Campeón argentino de Superbikes de 600cc

## Resultados en el Campeonato del Mundo
Sistema de puntuación de 1993 hasta 2022:
| Posición | 1.º | 2.º | 3.º | 4.º | 5.º | 6.º | 7.º | 8.º | 9.º | 10.º | 11.º | 12.º | 13.º | 14.º | 15.º |
| Puntos   | 25  | 20  | 16  | 13  | 11  | 10  | 9   | 8   | 7   | 6    | 5    | 4    | 3    | 2    | 1    |

### Carreras por año
| Año  | Cat.  | Constructor | 1       | 2       | 3       | 4       | 5       | 6       | 7       | 8       | 9       | 10      | 11      | 12      | 13      | 14      | 15      | 16      | 17  | Pos. | Pts. |
| ---- | ----- | ----------- | ------- | ------- | ------- | ------- | ------- | ------- | ------- | ------- | ------- | ------- | ------- | ------- | ------- | ------- | ------- | ------- | --- | ---- | ---- |
| 1994 | 125cc | Aprilia     | AUS     | MAL     | JPN     | ESP     | AUT     | GER     | NED     | ITA     | FRA     | GBR     | CZE     | USA     | ARG Ret | EUR     |         |         |     | NC   | 0    |
| 1995 | 250cc | Aprilia     | AUS     | MAL     | JPN     | ESP     | GER     | ITA     | NED     | FRA     | GBR     | CZE     | RIO     | ARG 13  | EUR     |         |         |         |     | 28.º | 3    |
| 1996 | 250cc | Aprilia     | MAL Ret | IDN 9   | JPN 16  | ESP 12  | ITA 16  | FRA 16  | NED Ret | GER 20  | GBR     | AUT 13  | CZE Ret | IMO Ret | CAT 12  | RIO 12  | AUS 13  |         |     | 19.º | 25   |
| 1997 | 250cc | Aprilia     | MAL Ret | JPN 12  | ESP Ret | ITA 10  | AUT 9   | FRA 7   | NED Ret | IMO Ret | GER 16  | BRA 9   | GBR 9   | CZE 10  | CAT 18  | IND 9   | AUS 9   |         |     | 11.º | 60   |
| 1998 | 250cc | Aprilia     | JPN Ret | MAL 9   | ESP Ret | ITA Ret | FRA Ret | MAD Ret | NED 6   | GBR DNS | GER Ret | CZE Ret | IMO Ret | CAT Ret | AUS Ret | ARG Ret |         |         |     | 22.º | 17   |
| 1999 | 250cc | Aprilia     | MAL 15  | JPN Ret | ESP 12  | FRA 7   | ITA 9   | CAT 9   | NED 12  | GBR Ret | GER 7   | CZE Ret | IMO 9   | VAL 6   | AUS 9   | RSA 6   | BRA 6   | ARG 4   |     | 9.º  | 98   |
| 2000 | 250cc | Yamaha      | RSA 8   | MAL 8   | JPN 12  | ESP 9   | FRA 10  | ITA Ret | CAT Ret | NED 7   | GBR 11  | GER 9   | CZE 8   | POR Ret | VAL 8   | RIO 8   | PAC Ret | AUS 11  |     | 9.º  | 83   |
| 2001 | 250cc | Yamaha      | JPN 9   | RSA 7   | ESP Ret | FRA 8   | ITA Ret | CAT 14  | NED 14  | GBR Ret | GER Ret | CZE 8   | POR Ret | VAL 13  | PAC Ret | AUS Ret | MAL Ret | RIO Ret |     | 16.º | 39   |
| 2002 | 250cc | Yamaha      | JPN 5   | RSA 8   | ESP 7   | FRA 8   | ITA 7   | CAT Ret | NED 4   | GBR Ret | GER 3   | CZE 2   | POR 3   | RIO 1   | PAC 8   | MAL 4   | AUS 3   | VAL Ret |     | 5.º  | 172  |
| 2003 | 250cc | Honda       | JPN 4   | RSA 4   | ESP 6   | FRA Ret | ITA 8   | CAT 7   | NED 5   | GBR 6   | GER 4   | CZE 5   | POR 5   | RIO Ret | PAC Ret | MAL 8   | AUS Ret | VAL 6   |     | 8.º  | 127  |
| 2004 | 250cc | Aprilia     | RSA 3   | ESP 7   | FRA Ret | ITA 1   | CAT 4   | NED 1   | RIO Ret | GER 2   | GBR 2   | CZE 1   | POR 2   | JPN 4   | QAT 1   | MAL 2   | AUS 1   | VAL Ret |     | 2.º  | 256  |
| 2005 | 250cc | Aprilia     | ESP 2   | POR 9   | CHN 5   | FRA Ret | ITA 5   | CAT Ret | NED 1   | GBR 5   | GER 5   | CZE 7   | JPN Ret | MAL 3   | QAT 5   | AUS 2   | TUR Ret | VAL     |     | 6.º  | 152  |
| 2006 | 250cc | Honda       | ESP Ret | QAT 7   | TUR 10  | CHN Ret | FRA 14  | ITA 13  | CAT WD  | NED     | GBR     | GER     | USA     | CZE     | MAL     | AUS     | JPN     | POR     | VAL | 18.º | 20   |

## Resultados

### Turismo Competición 2000
| Año  | Equipo                      | Auto               | 1    | 2   | 3   | 4   | 5   | 6   | 7   | 8   | 9   | 10  | 11  | 12    | 13  | 14  | Res. | Pts. |
| ---- | --------------------------- | ------------------ | ---- | --- | --- | --- | --- | --- | --- | --- | --- | --- | --- | ----- | --- | --- | ---- | ---- |
| 2005 |                             |                    | BA I | PAR | VIE | SJU | OLA | AG  | CUR | OBE | RAF | SRA | CON | BA II | SL  | GR  | -    | -    |
| 2005 | Chevrolet Elaion Pro Racing | Chevrolet Astra II |      |     |     |     |     |     |     |     |     |     |     | 11    |     |     | -    | -    |
| 2006 |                             |                    | BA I | OLA | CR  | VIE | SFE | SJU | SRA | RES | CUR | SMM | GR  | BA II | OBE | PAR | -    | -    |
| 2006 | Edival Racing Team          | Chevrolet Astra II |      |     |     |     |     |     |     |     |     |     |     | 12†   |     |     | -    | -    |